# Mordellistena dahomeyensis
Mordellistena dahomeyensis es una especie de coleóptero de la familia Mordellidae.

## Distribución geográfica
Habita en Benín.